# Wensin
Wensin ist eine Gemeinde im Kreis Segeberg in Schleswig-Holstein.

## Geographie

### Geographische Lage
Das Gebiet der Gemeinde Wensin erstreckt sich vom Wardersee ausgehend nach Norden im südöstlichen Teilbereich des Naturraums Ostholsteinisches Hügel- und Seenland. Die grob in West-Ost-Richtung durch das zentrale Gemeindegebiet teilweise mäandernde Garbeker Au ist ein orographisch rechter Nebenfluss der Trave.

### Ortsteile
Die Gemeinde Wensin besteht siedlungsgeographisch aus mehreren Ortsteilen, im Fachjargon der Siedlungsstatistik auch als Wohnplätze bezeichnet. Neben dem Dorf Garbek liegen auch die Häusergruppen Feldscheide, Passopp und Sophienberg, das namenstiftend Pate gestandene Gut Wensin und die Hof-/Höfesiedlungen Altenredder, Eckrade, Fährkate, Hüls, Rote Kate und Taterborn, ebenso auch die Haussiedlung Altdorf im Gemeindegebiet.

### Nachbargemeinden
Das Gemeindegebiet von Wensin wird direkt eingefasst von jenen der Gemeinden:
| Seedorf         |                                             | Travenhorst          |
| Nehms, Krems II | Kompassrose, die auf Nachbargemeinden zeigt | Ahrensbök, Pronstorf |
| Rohlstorf       |                                             |                      |

## Geschichte

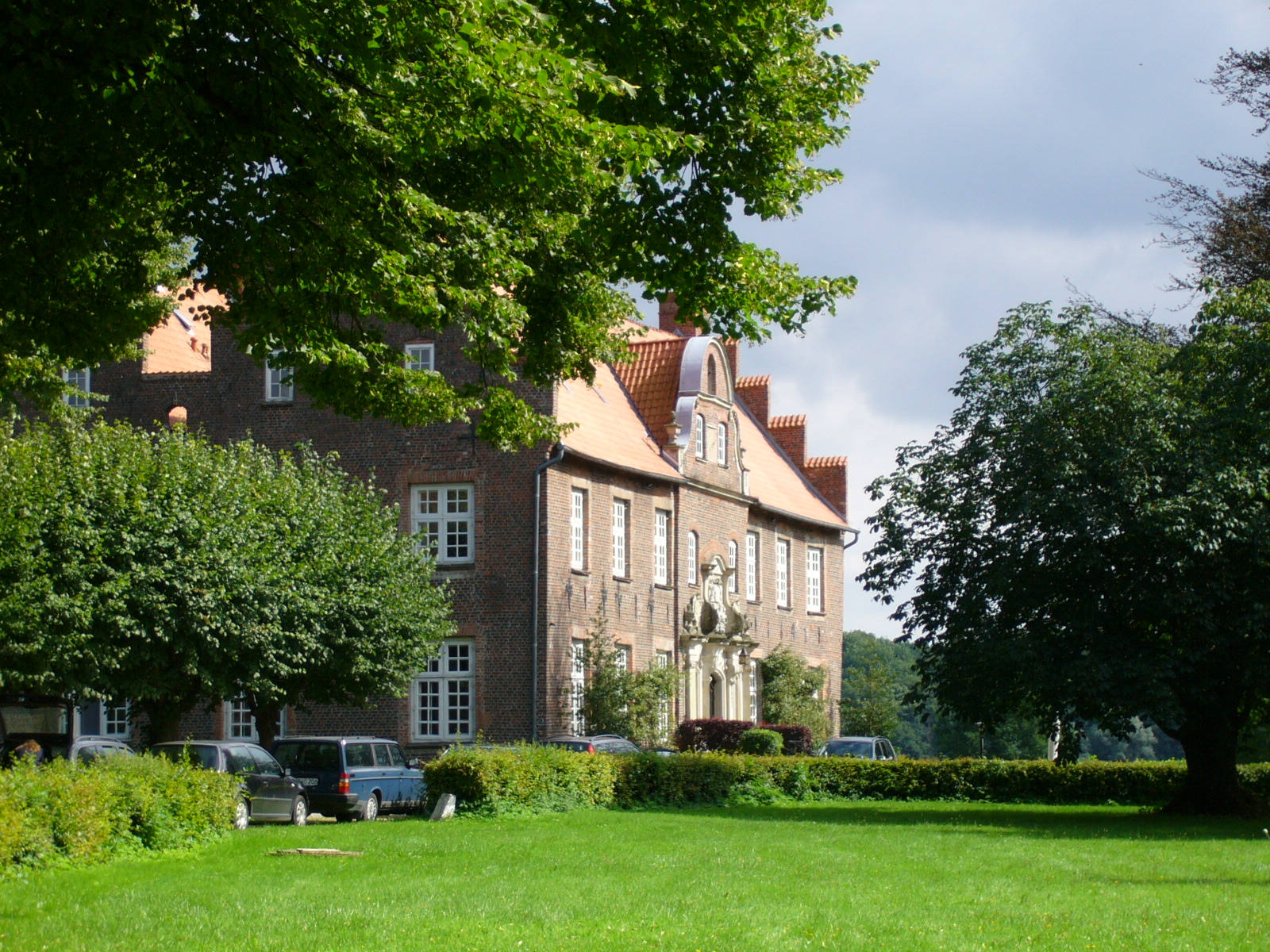
Herrenhaus Gut Wensin

Bereits in der Jungsteinzeit ist das Gebiet der heutigen Gemeinde Wensin besiedelt gewesen, worauf die Existenz mehrerer Hünengräber hindeuten.
Im Jahre 1642 errichtete Joachim Brockdorff das Herrenhaus auf dem Gut Wensin. Es soll, neben dem Gut Jersbek, zu den ältesten noch fast unverändert erhaltenen Herrenhäusern in Schleswig-Holstein zählen. Es liegt direkt am Wardersee, umgeben von einem Park. Erwähnenswert sind hier eine Lindenallee aus dem 18. Jahrhundert, das Rokokoportal sowie das Kavaliershaus aus dem Jahr 1727. Ein kleiner Teil des Gutes wird heute als Golfplatz (fast 100 Hektar) genutzt. Das Gut befindet sich in Privatbesitz und ist somit nicht öffentlich zugänglich.
Vor 1930 war das Gut Wensin ein Zentrum der Artamanen-Bewegung.

## Politik

### Gemeindevertretung
Bei der Kommunalwahl am 14. Mai 2023 wurden insgesamt elf Sitze vergeben. Von diesen erhielt der Kommunale Wählerverband Wensin sechs Sitze und die CDU fünf Sitze.

### Wappen
Blasonierung: „In Grün ein gesenkter goldener Schrägwellenbalken, begleitet oben von einer goldenen holländischen Windmühle, unten von einem aus drei Tragsteinen und einer Deckplatte bestehenden goldenen Steingrab.“

## Vereine
In der Gemeinde Wensin besteht mit dem TuS Garbek ein Sportverein. Dieser wurde im Jahr 1949 gegründet.
Der Naturschutzverein Passopp wurde 1996 im Zuge der Bürgerinitiative gegen die Ansiedlung einer Sondermülldeponie im Gemeindegebiet gegründet.
Die Vereinslandschaft wird ergänzt durch einen Seniorenclub sowie den Golfclub Segeberg, der einen 18-Loch Golfplatz zwischen den Ortsteilen Wensin und Garbek betreibt.
Der Brandschutz in der Gemeinde wird durch die Freiwillige Feuerwehr gewährleistet, die seit 1934 existiert.

## Wirtschaft und Infrastruktur

### Wirtschaftsstruktur
Die Wirtschaft in der Gemeinde Wensin wird von der Urproduktion der Landwirtschaft geprägt.

### Telekommunikationsnetz
Im Rahmen der Breibandinitiative I (BB I) hat der Wegezweckverband Segeberg auch in der Gemeinde Wensin in den Jahren 2014–2018 ein Glasfasernetz ausgebaut an welches ein Großteil der Haushalte angeschlossen ist.

### Öffentliche Einrichtungen
Seit dem Jahr 2017 ist im Ortsteil Garbek eine überörtlich zuständige Polizeistation ansässig. Daneben gibt es auch ein Dorfgemeinschaftshaus für Veranstaltungen verschiedenster Art.

### Bildung
Die Gemeinde verfügt mit der Kindertagesstätteneinrichtung „de lütt Kinnerstuv“ über einen Kindergarten. Dieser nutzt als Räumlichkeiten die Alte Schule. Daneben besteht in Wensin zudem ein seit 1967 bestehender Kinderförderkreis.

### Verkehr
Die Gemeinde Wensin liegt im Verlauf der Bundesstraße 432 von Bad Segeberg nach Scharbeutz.

## Söhne und Töchter (Auswahl)
- August Schwerdtfeger (1816–1889), Rittergutsbesitzer und Mitglied des Preußischen Herrenhauses